# Редька дика
Редька дика (Raphanus raphanistrum) — вид квіткових рослин родини капустяних (Brassicaceae).

## Назва
Наукова назва — рафанус рафаніструм (Raphanus raphanistrum) походить від грецьких слів: «ra» — «легко» і «phaino» — «рости», тобто «легко росте» (букв.: «Легкоростуче легкоростучевидне»).

## Будова
Це однорічна або дворічна рослина з чотирьох-пелюстковими квітками 15-20 мм в діаметрі, білого або рожевого кольору, рідше жовтого, часто зі зміною кольору в межах одної пелюстки. Вона квітне від березня до серпня. Рослина має єдине потовщене коріння, що нагадує коріння культурної редиски.

## Життєвий цикл
Одна рослина редьки дає 12-13 тис зернят.

## Поширення та середовище існування
Походить з Азії та Середземномор'я та був інтродукований до інших районів світу, таких як Австралія. Ця рослина швидко росте та часто зустрічається уздовж доріг. Зустрічається по всій території України як бур'ян ланів, садів.

## Практичне використання
Дика редька містить в насінні до 35 % олії тепло-гірчичного присмаку(с.57).
У молодому листі міститься вітамін C, білкові речовини, глюкозиди, 1-2% азотистих речовин.
Саме з редьки дикої в давнину вивели сорти культурної редьки, з якої уже в Стародавньому Єгипті готували салати. Зображення редьки знаходять на стінах пірамід. В Японії варену редьку подавали до столу разом з рибними стравами замість солі. Ранньої весни, коли бракує вітамінів, до столу йде молоде листя, з яких готують зелені юшки, щі, окрошку, холодний борщ, салати. Для їжі краще брати молоді розеткові листки рослин, на яких ще немає паростків стебел. Ретельно вимиті листки ріжуть невеликими шматками й складають до глибокої тарілки. Додають білки крутих яєць, нарізані смужками. Жовтки солять і розтирають, змішують зі сметаною, цукром, оцтом та олією. Всю масу збивають і заливають листя редьки, посипаючи згори дрібно посіченим зіллям цибулі, петрушки, кропу.
Салат з листків редьки збуджує апетит, сприяє виділенню шлункового соку. У народній медицині такий салат з гірчичною олією використовували під час застуди та як сечогінний засіб.
В Китаї спалюють олію дикої і культурної редьки для отримання сажі, з якої роблять відому китайську туш(с.57).

## Галерея

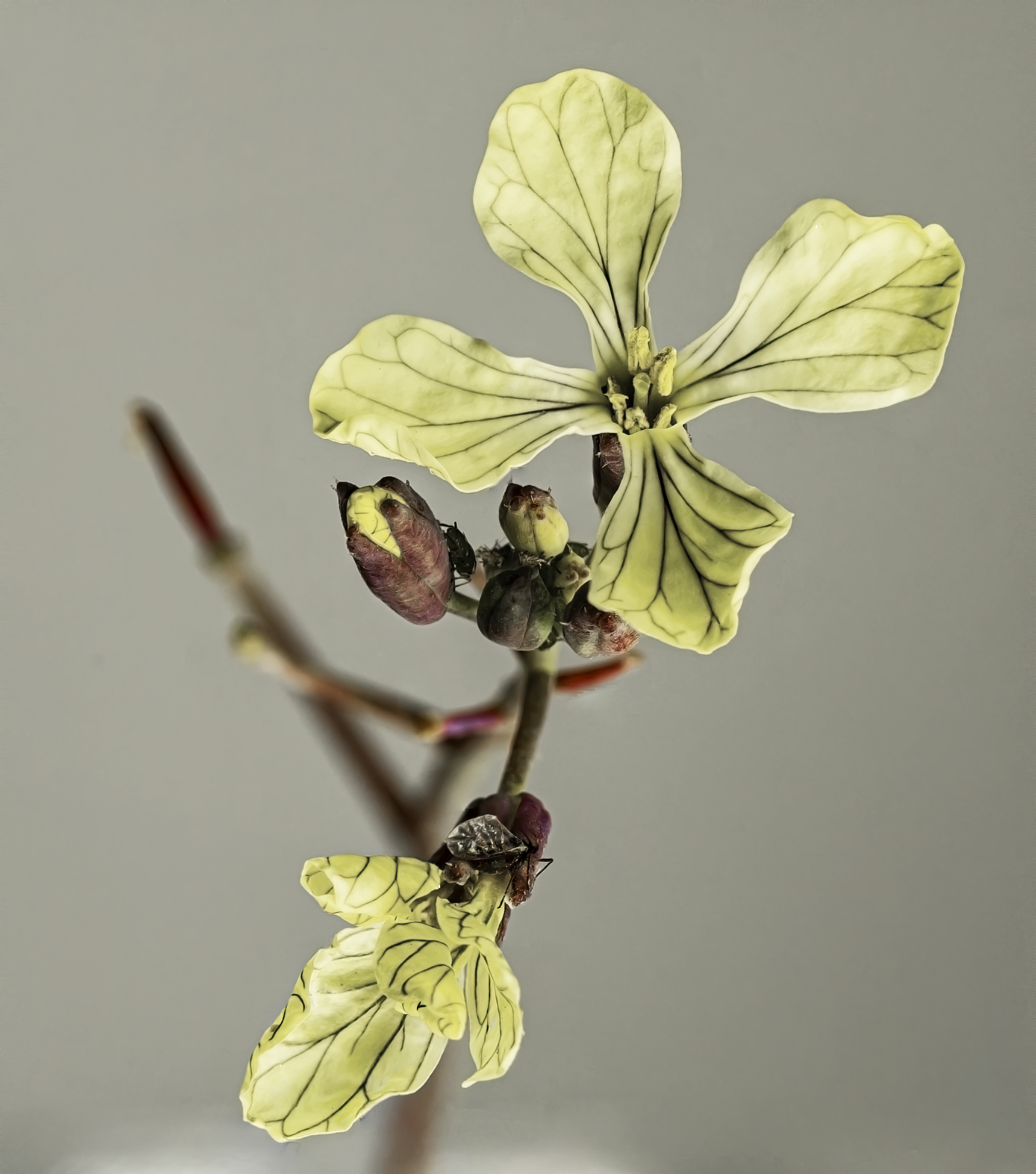
Квіти
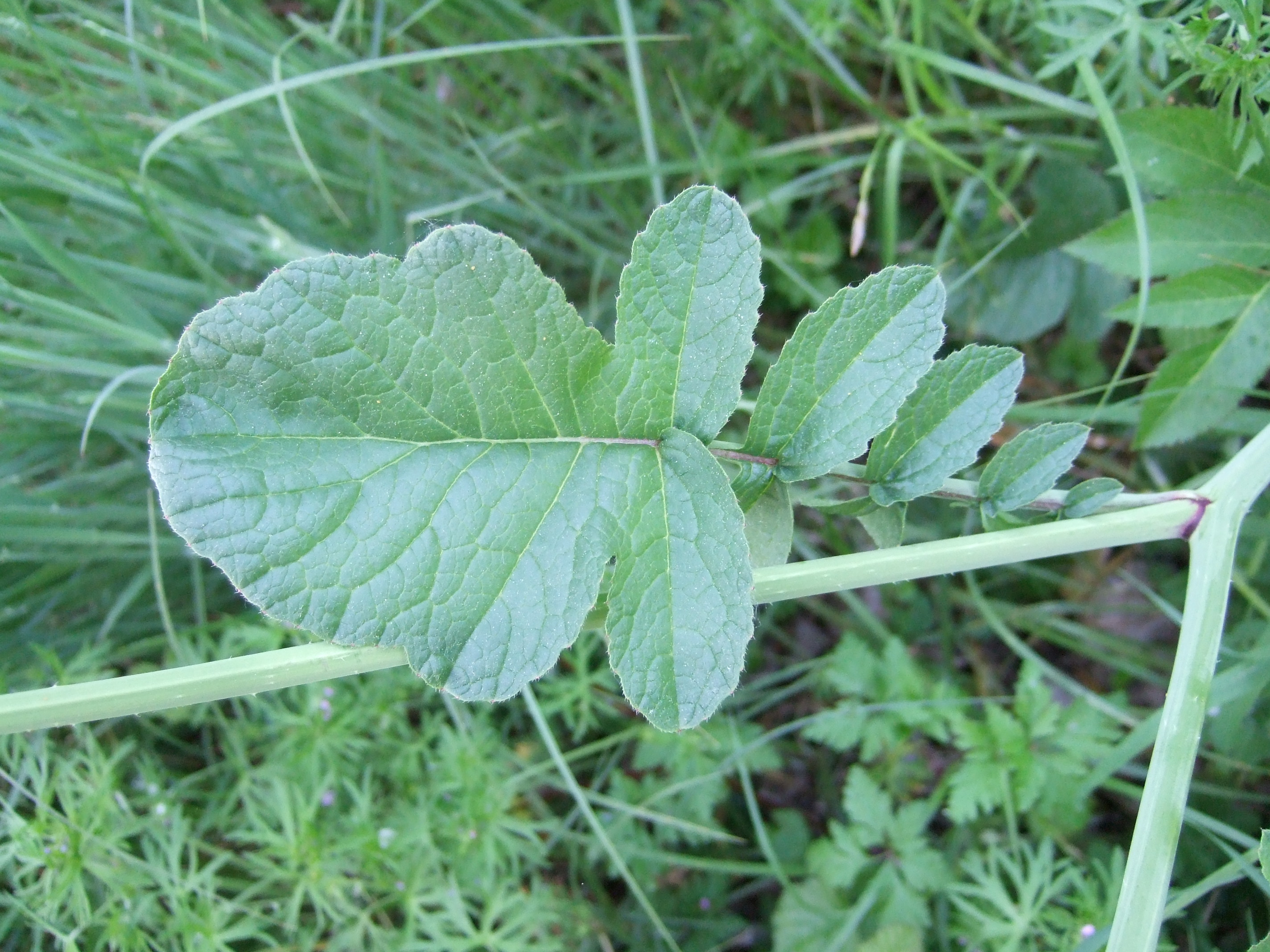
Листя
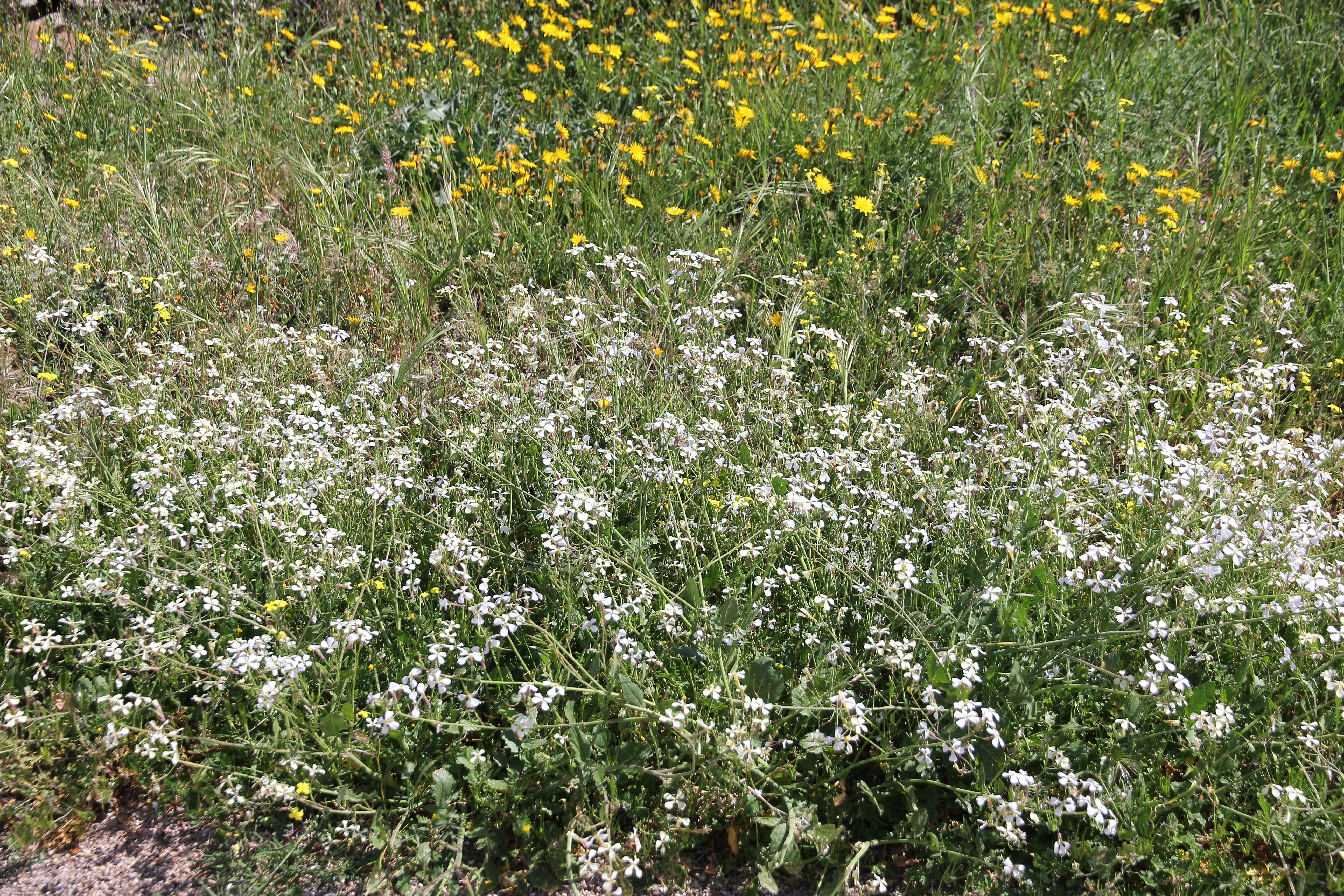
Зарості редьки